# Rue Roland-Barthes
Rue Roland-Barthes är en gata i Quartier des Quinze-Vingts i Paris tolfte arrondissement. Gatan är uppkallad efter den franske filosofen och litteraturteoretikern Roland Barthes (1915–1980). Rue Roland-Barthes börjar vid Rue de Rambouillet 5 och slutar vid Place Henri-Frenay 1.

## Bilder
| - Gatuskylt. - Chapelle de l'Agneau-de-Dieu. |

## Omgivningar
- Chapelle de l'Agneau-de-Dieu
- Square Philippe-Farine
- Passage Raguinot
- Place Henri-Frenay
- Jardin Hector-Malot
- Passage Gatbois

## Kommunikationer
- Tunnelbana – linjerna   – Gare de Lyon
- Busshållplats Paris Gare de Lyon – Paris bussnät

### Webbkällor
- ”Rue Roland-Barthes”. Mairie de Paris. https://web.archive.org/web/20190905052803/http://www.v2asp.paris.fr/commun/v2asp/v2/nomenclature_voies/Voieactu/8298.nom.htm. Läst 25 januari 2023.
- ”Rue Roland-Barthes”. Les rues de Paris. https://web.archive.org/web/20190727170624/http://www.parisrues.com/rues12/paris-12-rue-roland-barthes.html. Läst 25 januari 2023.